# Два голоса
«Два голоса» — телефильм 1981 года, состоящий из трёх новелл о любви, поставленных по мотивам классических литературных произведений.

## Сюжет
Фильм состоит из трёх новелл, пролога и эпилога. В прологе и эпилоге закадровый мужской голос рассуждает о любви, о человеческих отношениях и о том, что мир невозможно представить без человека.

### Тёмные аллеи
По мотивам одноимённой новеллы Ивана Бунина.
XIX век, Российская империя, конец осени. Немолодой военный Николай Алексеевич ненадолго останавливается на станции, чтобы отдохнуть и перекусить с дороги. Но с удивлением обнаруживает он, что хозяйка станции Надежда, оказывается, его бывшая возлюбленная, которую он бессердечно бросил 30 лет назад. Бывшие влюблённые вспоминают молодость. Николай Алексеевич, за эти годы превратившийся из юнца Николеньки в высокопоставленного сударя, заявляет: «Всё проходит, всё забывается», на что Надежда отвечает: «Всё проходит, да не всё забывается». Потом она рассказывает, что так и не простила Николая Алексеевича за эти долгие годы, потому что до сих пор любит его. Как оказывается, у обоих не сложилась судьба — Николая Алексеевича бросила изменившая ему жена, а сын, на которого он возлагал большие надежды, стал бессовестным мотом; Надежда же, так и не вышедшая замуж, сама ведёт хозяйство. Побыв ещё недолго на станции, Николай Алексеевич едет далее, так как он не имеет права опоздать к поезду. Ямщик Клим рассказывает ему о том, что теперь Надежда разбогатела, даёт многим людям деньги в рост, а уж если вовремя не отдал, то пеняй на себя. «Да, пеняй на себя» — с грустью повторяет Николай Алексеевич, для которого минуты, проведённые с Надеждой, и по сию пору является самыми волшебными в жизни.

### Четвёртая Мещанская
По мотивам одноимённого рассказа Евгения Евтушенко.
Москва, конец 1950-х годов. На Четвёртой Мещанской улице живут четверо друзей: волевой Степан, кокетливая Римма, тихая Роза и безымянный рассказчик. Совсем недавно они выросли, а Римма поступила в театральный институт и тут же стала какой-то другой — горделивой и надменной. Роза же вдруг сообщает ребятам, что собирается уезжать на целину, Римма смеётся над ней. Роза уезжает. 
Однажды вечером рассказчик и Степан прогуливаются по улице и замечают Римму, возвращающуюся из кинотеатра после просмотра нового фильма «Девушка с гитарой» с каким-то морячком. Она сообщает, что это её друг Петя, который на сеансе сделал ей предложение, но она отказалась. Затем друзья вместе с новым знакомым едут на реку купаться. Во время купания Римма объясняется Степану в любви, но тот говорит ей, что не любит её. Позже Степан с рассказчиком заходят в ресторан, где Степан объясняет, что Римма своим горделивым поведением пытается скрыть то хорошее, что есть в ней. Через некоторое время Степан уезжает по распределению в другую местность, а Римма собирается выходить замуж за Петю. Но неожиданно приходит письмо — на целине Роза погибает от рук исключённого по её настоянию из комсомола хулигана и рвача. Узнав о гибели своей лучшей подруги, Римма отказывается выходить замуж за Петю, неожиданно поняв, что всё-таки любит Степана…
Жизнь жестоко напомнила Римме о том, что она — жизнь — даётся только один раз, что нельзя лгать себе самой в своей единственной жизни.

### Идеалистка
По мотивам одноимённой пьесы Александра Володина.
Ленинград, 1920-е годы, времена НЭПа. В библиотеку, где работает Екатерина, записывается новый читатель — вузовец Серёжа Баклажанов. У библиотекаря и читателя возникает спор о любви, о теории стакана воды, о коммунизме и примитивной художественной литературе. Баклажанов утверждает, что любви нет, тогда как Екатерина доказывает ему обратное. Вузовец насмешливо называет её идеалисткой. Екатерину, одинокую женщину с маленькой дочерью, этот разговор очень злит.
Через какое-то время Сергей Баклажанов становится активным читателем библиотеки. Сдавая книгу, он всегда высказывает своё мнение о них, из-за чего библиотекарь постоянно с ним ссорится. Но в начале 1940-х годов, под вечер, в дождливую погоду, он приходит просто так и заявляет, что хочет прогуляться, сходить в кино или искупаться с Екатериной. Та пытается отказаться, говорит, что её ждёт дочка, но Баклажанов настаивает. В качестве довода он приводит то, что на работе постоянно вспоминал Екатерину, и от этого ему становилось хорошо. Библиотекарь уж было соглашается, но потом спрашивает Сергея, есть ли у него жена. Тот отвечает, что есть, но он ведь зовёт Екатерину не в загс, а просто прогуляться и порассуждать о социалистическом реализме. Та, узнав о такой легковесности, отказывается…
В годы блокады Екатерина долго хранит формуляры своих читателей. Некоторые вернулись с войны. Баклажанов тоже вернулся с фронта и стал доктором наук, но долго не посещал библиотеку — вместо него ходила жена. А в 1949 году он всё-таки пришёл — постаревший, поседевший и… пьяный. В газете про него поместили разгромную статью, и даже его фамилию писали там с маленькой буквы, а потому он запил. Екатерина, понявшая, что, возможно, любит Сергея, пытается его успокоить, говорит, что и Галилея ругали, но тот заявляет, что он вовсе не расстроен, потому что ругают его бездарные критики. Екатерина говорит, что он скоро реабилитируется. На это Баклажанов насмешливо заявляет, что она всё ещё идеалистка. После этого он уходит насовсем.
Примерно 1960-е — 1970-е годы. Екатерина оказалась права — теперь Сергей Николаевич Баклажанов стал всемирно известным учёным, профессором и вместе с женой перестал ходить в библиотеку — видимо, обзавёлся собственной. Всё это постаревшая Екатерина, всё ещё служащая библиотекарем (но уже в новом здании) рассказывает зрителям. Она, быть может, и забыла бы уж про своего бывшего читателя, если бы в библиотеку не пришёл молодой человек Игорь Сергеевич Баклажанов, желающий записаться…

## В ролях
Тёмные аллеи
- Владислав Стржельчик — Николай Алексеевич, военный
- Лидия Федосеева-Шукшина — Надежда, хозяйка станции

Четвёртая мещанская
- Светлана Смирнова — Роза, целинница
- Елена Капица — Римма, начинающая актриса
- Сергей Кушаков — Степан, возлюбленный Риммы
- Евгений Артемьев — рассказчик, друг Степана
- Владимир Границын — гармонист в ресторане
- Евгений Богат — отец Риммы

Идеалистка
- Алиса Фрейндлих — Екатерина, библиотекарь
- Никита Михалков — Сергей Николаевич Баклажанов, профессор, читатель библиотеки
- Борис Бирман — Игорь Сергеевич Баклажанов, новый читатель библиотеки

Текст от автора читает Андрей Толубеев.

## Съёмочная группа
- По сценарию Евгения Богата
- Постановка Александра Белинского
- Оператор-постановщик — Игорь Попов
- Художник-постановщик — Борис Петрушанский
- Музыка Александра Колкера
- Звукооператор — Иосиф Миньков
- Текст песен Евгения Евтушенко, Евгения Вербина
- Художник по костюмам — Г. Джагизян
- Грим И. Алексеева
- Мастер по свету — В. Титов